# Женщина под влиянием
«Же́нщина под влия́нием» (англ. A Woman Under the Influence) — арт-хаусный фильм режиссёра Джона Кассаветиса, вышедший на экраны в 1974 году. 
Другие встречающиеся переводы названия на русский язык: «Же́нщина под возде́йствием», «Женщина под парами», «Женщина не в себе».
В 1990 году лента, как имеющая культурную, историческую или эстетическую значимость, стала одним из первых пятидесяти фильмов, избранных в Национальный реестр фильмов для хранения в Библиотеке Конгресса США.

## Сюжет
Домохозяйка Мэйбл (Джина Роулендс) отправляет детей к бабушке. При этом она очень беспокоится, что в гостях у бабушки что-то может случиться, «пойти не так». В это же время её муж Ник (Питер Фальк) сообщает ей, что из-за проблем на дороге он должен работать всю ночь (Ник — строитель, бригадир) и приедет только утром. Мэйбл идёт в бар, напивается там, и домой её приводит неизвестный мужчина. После работы Ник приглашает друзей в гости и устраивает трапезу. Мэйбл пытается вести себя любезно с гостями, что у неё не очень хорошо получается. В какой-то момент муж грубо осаживает её, после чего гости быстро ретируются. Утром к ним в дом возвращается бабушка с детьми. После школы Мэйбл играет с детьми, но её поведение кажется фривольным и странным отцу троих одноклассников её детей, который также присутствует в сцене. Муж Мэйбл и его мать, а также их друг и семейный доктор считают Мэйбл не вполне нормальной и отправляют её в сумасшедший дом. Через шесть месяцев она возвращается. После чересчур тёплого приёма мужа, который устраивает неуместную вечеринку и пытается то заставить Мэйбл «быть самой собой», то «быть нормальной», Мэйбл залезает на диван и танцует, напевая «Лебединое озеро». Муж даёт ей пощёчину, так что она падает с дивана. Дети заступаются за маму. В конце Мэйбл и Ник укладывают детей спать, мирятся, вместе убирают со стола и тоже собираются лечь спать.

## В ролях
- Питер Фальк — Ник Лонгетти
- Джина Роулендс — Мэйбл Лонгетти
- Фред Дрейпер — Джордж Мортенсен
- Леди Роулендс — Марта Мортенсен
- Кэтрин Кассаветис — Маргарет Лонгетти
- Мэттью Лабиорто — Анджело Лонгетти
- Мэттью Кэссел — Тони Лонгетти
- Кристина Грисанти — Мария Лонгетти
- О. Г. Данн — Гарсон Кросс
- Марио Галло — Гарольд Дженсен
- Эдди Шоу — доктор Зепп

## Награды и номинации
- 1974 — премия Национального совета кинокритиков США за лучшую женскую роль (Джина Роулендс), а также попадание в десятку лучших фильмов года.
- 1975 — две номинации на премию «Оскар»: за лучшую женскую роль (Джина Роулендс) и за лучшую режиссуру (Джон Кассаветис).
- 1975 — премия «Золотой глобус» за лучшую женскую роль в драматическом фильме (Джина Роулендс), а также 3 номинации: лучший фильм-драма, лучший режиссёр (Джон Кассаветис), лучший сценарий (Джон Кассаветис).
- 1975 — 3 приза Международного кинофестиваля в Сан-Себастьяне: Приз лучшей актрисе (Джина Роулендс), «Серебряная раковина» и почётное упоминание католического киноцентра (оба — Джон Кассаветис).
- 1975 — номинация на премию Гильдии сценаристов США за лучшую оригинальную драму (Джон Кассаветис).